# Sommet
Pour les articles homonymes, voir Sommet (homonymie).

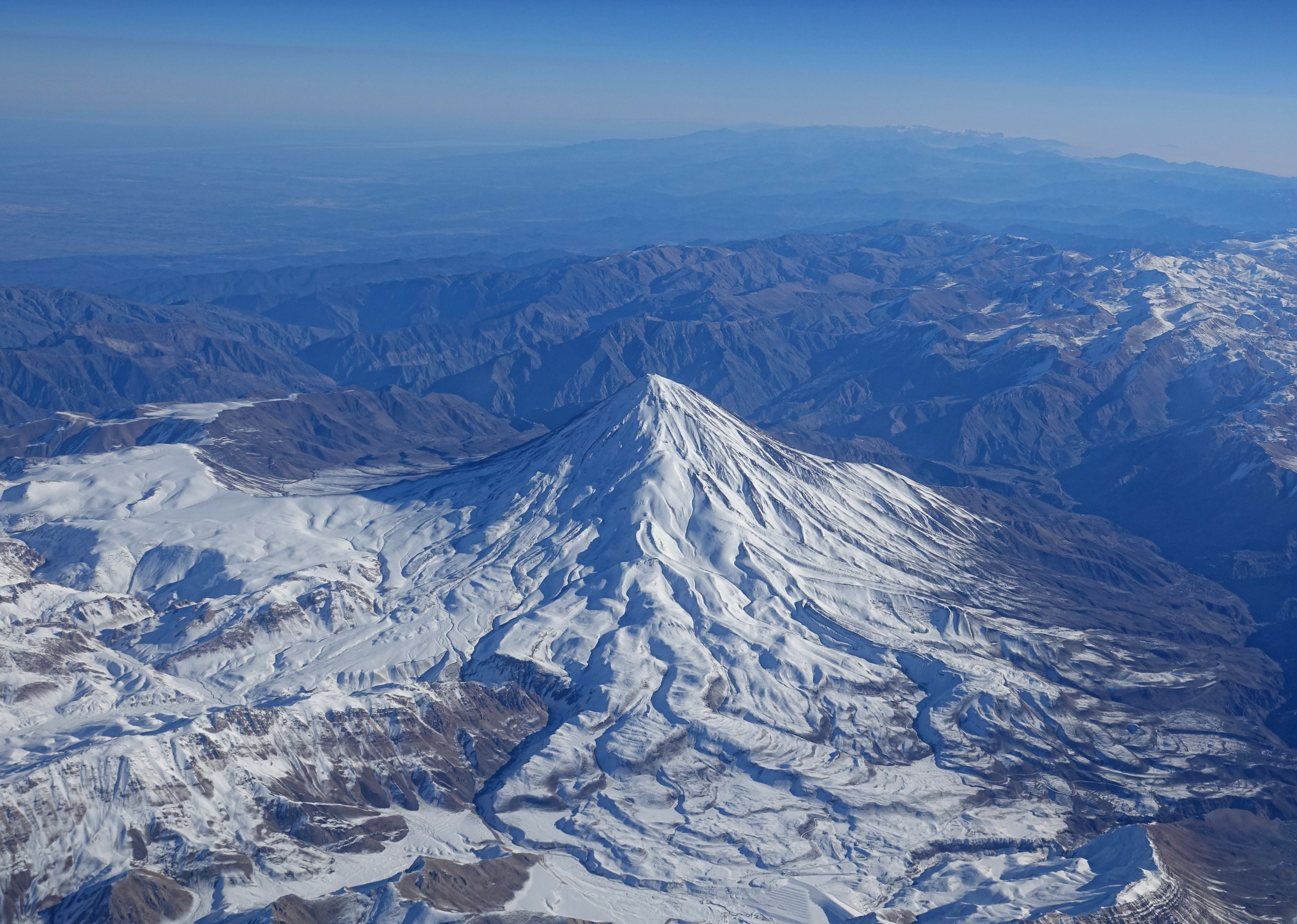
Le sommet du mont Damavand, Iran.

Un sommet est un point sur une surface dont l'élévation est supérieure à tous les points qui lui sont immédiatement adjacents. Les termes topographiques acmé, apex, pic (pic de la montagne) et zénith sont synonymes.
Le terme dessus (dessus de la montagne) est généralement utilisé uniquement pour un pic situé à une certaine distance auprès du point le plus proche dont l'élévation est supérieure. Par exemple, une roche énorme à côté du sommet principal d'une montagne n'est pas lui-même considéré un sommet. Les sommets près d'un pic plus haut, avec une certaine proéminence ou isolation, mais n'atteignant pas une certaine valeur limite pour ces qualités-là, sont considérés souvent des sous-sommets (ou sous-pics) du pic le plus élevé, et sont considérés comme faisant partie de la même montagne. Un pic pyramidal est est une forme exagérée, produite par l'érosion glaciaire au-dessus d'une montagne. Le terme sommet peut se référer également au point le plus élevé le long d'une ligne, d'un sentier, ou d'un itinéraire.
Le sommet le plus haut du monde est celui du mont Everest avec une hauteur de 8 848 m au-dessus du niveau de la mer.
Que le point le plus haut soit classé en tant que sommet, sous-pic ou montagne distincte est subjectif. La définition d'un pic selon l'Union internationale des associations d'alpinisme est que cela doit avoir une proéminence de 30 mètres (98 pi) ou plus ; c'est un sommet s'il a une proéminence d'au moins 300 mètres (980 pi). Sinon, c'est un sous-pic.

## Galerie

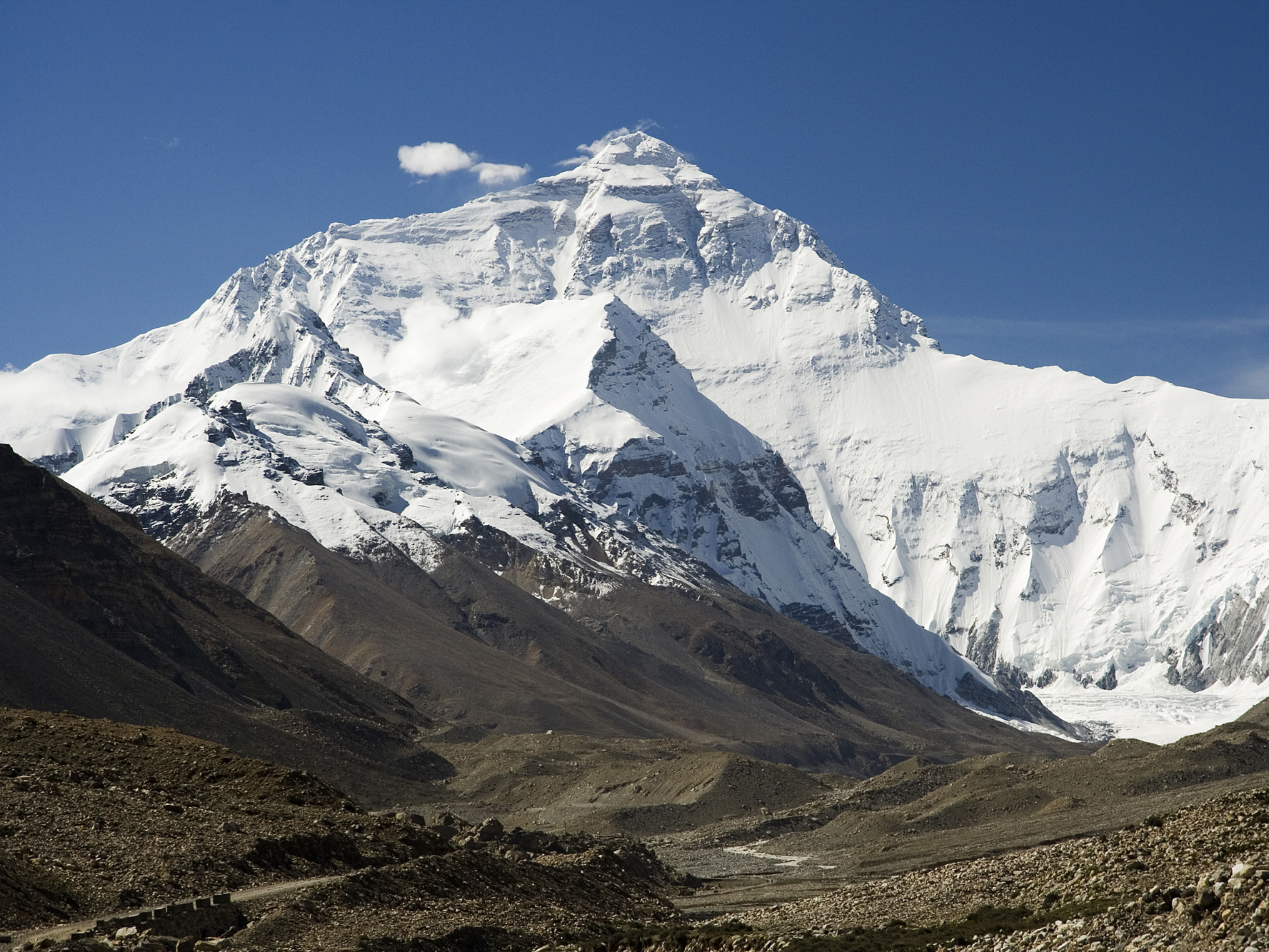
Le mont Everest, plus haut sommet du monde.
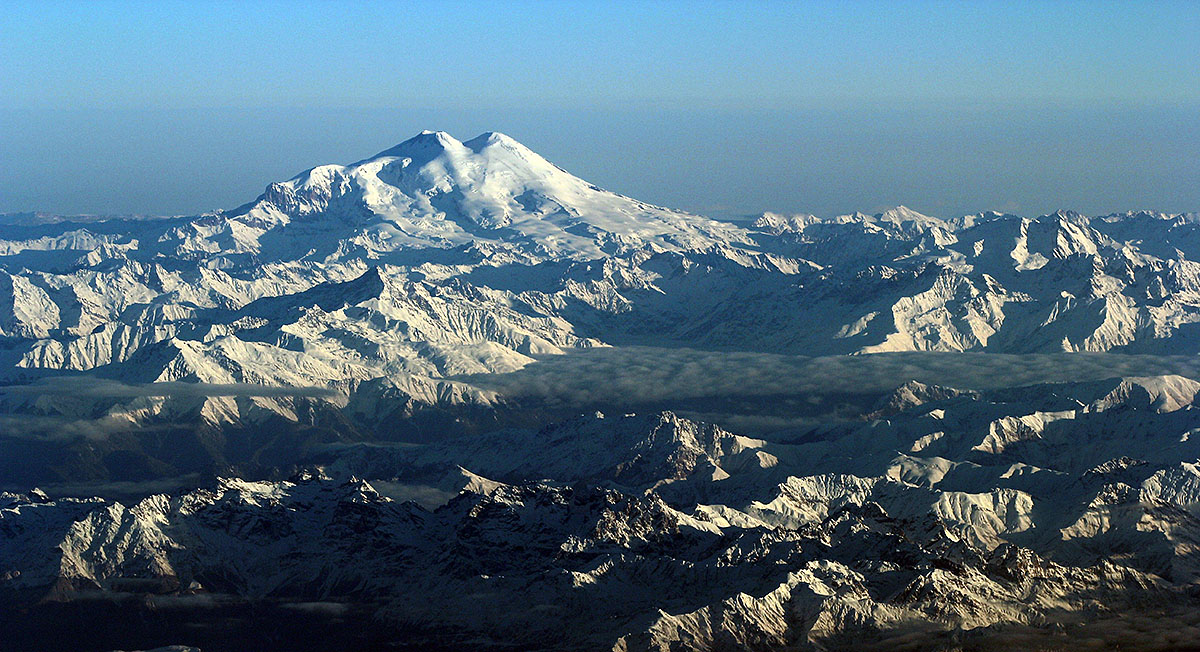
Mont Elbrouz et ses deux sommets, point culminant du Caucase.
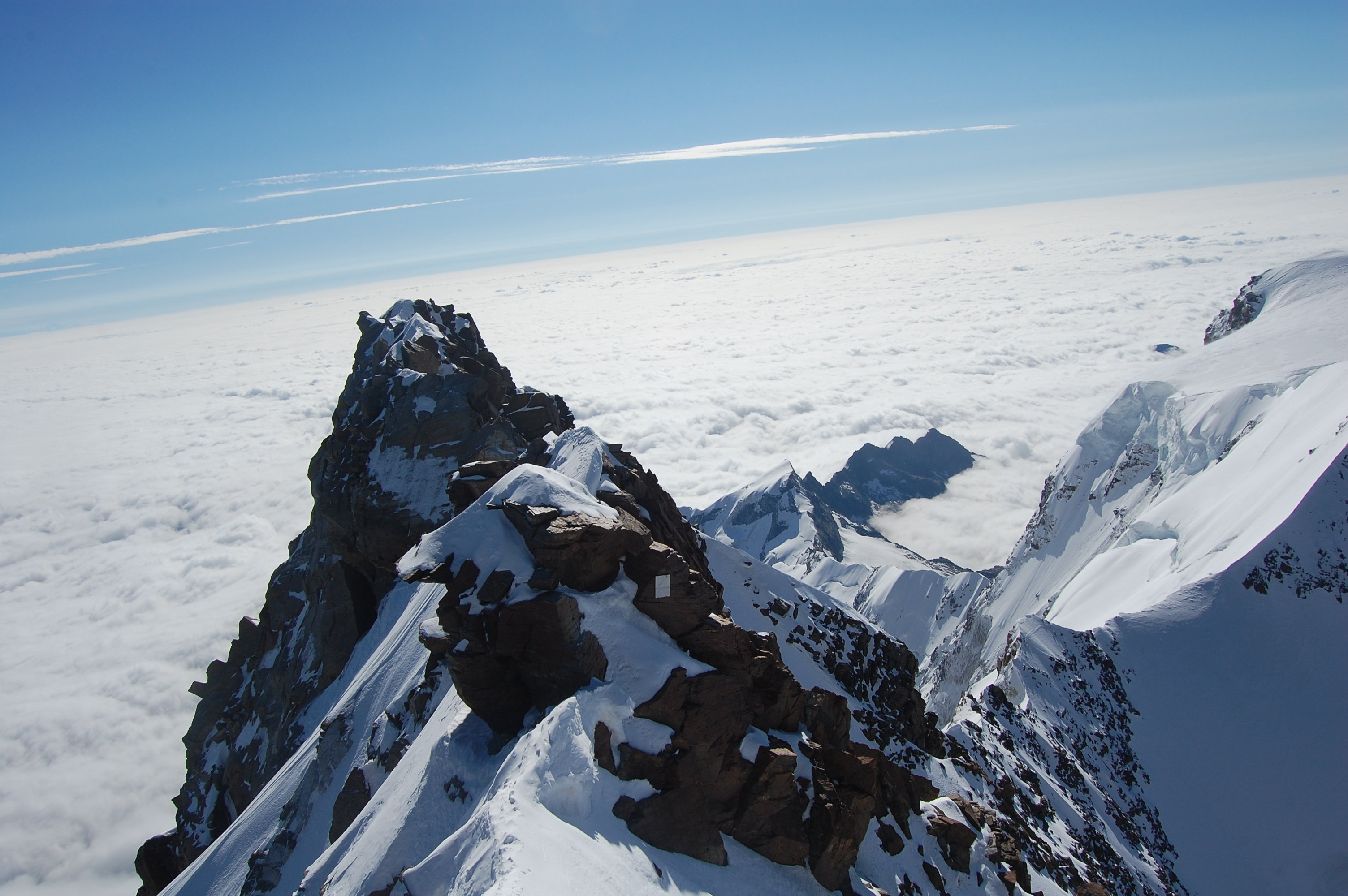
La pointe Dufour, plus haut sommet de Suisse.